# Idaho Panhandle
Idaho Panhandle (česky: Idažský Panhandle), anglicky někdy také North Idaho (Severní Idaho) či Northwest Idaho (Severozápadní Idaho) je geografický region v Idahu. Jde o výběžek, který zahrnuje celkem deset nejsevernějších okresů státu Idaho. Výběžek na západě sousedí se státem Washington, na východně s Montanou a na severu s Britskou Kolumbií v Kanadě. Společně s Východním Washingtonem tvoří Idažský výběžek region zvaný Inland Northwest, jehož nejvýznamnějším městem je Spokane ve Washingtonu. 
Nejlidnatějším městem idažského výběžku je Coeur d'Alene, které leží asi 50 kilometrů východně od washingtonského města Spokane. Díky této relativní blízkosti je významná část idažského výběžku dopravně obsluhována Mezinárodním letištěm Spokane. Mezi další významná města v regionu patří Moscow, Lewiston, Post Falls, Hayden, Sandpoint a dále městečka St. Maries a Bonners Ferry. 
Rozloha regionu činí 54,422 km2, tj. asi 25 % rozlohy státu Idaho (z toho vodní plochy tvoří 839 km2). V roce 2020 zde žilo 363 642 obyvatel, tedy přibližně 20 % obyvatel státu. V nejsevernější části státu se nachází dva hraniční přechody mezi USA a Kanadou. Regionem prochází pohoří Bitterroot Range, část Skalnatých hor.
S výjimkou kompetitivního okresu Latah County, ve kterém se nachází město Moscow a Univerzita v Idahu, je region nakloněn Republikánské straně a převažuje zde tedy konzervatismus.